# East Jesus Nowhere
East Jesus Nowhere är en singel från det amerikanska punkrockbandet Green Day.
Singeln släpptes den 19 oktober 2009.

### Fotnoter
1. ↑  17 min 25 sec ago. (25 september 2013). ”Green Day Single News | News | Clash Magazine”. Clashmusic.com. http://www.clashmusic.com/news/green-day-single-news. Läst 22 mars 2013.